# Días de gracia
Días de gracia és una pel·lícula mexicana de thriller criminal del 2011 dirigida per Everardo Gout.

## Sinopsi
El protagonista és la ciutat de Mèxic, víctima de la violència, la corrupció i la venjança, representada en Lupe Esparza, un policia que no té problemes en ultrapassar els límits, un ostatge i una esposa ambientada durant els trenta dies de treva que declaren criminals i policies entre tres mundials de futbol.

## Repartiment
- Carlos Bardem - Victima X
- Kristyan Ferrer - Iguana / Doroteo
- Tenoch Huerta - Esparza / Lupe
- José Sefami - Comandant de policia
- Sonio Couoh - Esperanza

## Recepció
Fou estrenada fora de concurs per la Caméra d'Or al 64è Festival Internacional de Cinema de Canes fora de competició. L'any següent fou presentada a la XVIII Mostra de Cinema Llatinoamericà de Catalunya, on va rebre el premi al millor director. Al Festival Internacional de Cinema de Guadalajara va guanyar el premi Mayahuel al millor director i a la millor banda sonora.
Días de gracia va obtenir 15 nominacions en la LIV edició dels Premis Ariel del 2012, i d'elles en va guanyar vuit:
| Categoria                  | Receptor                                                                            | Resultat   |
| -------------------------- | ----------------------------------------------------------------------------------- | ---------- |
| Millor Actor               | Tenoch Huerta.                                                                      | Guanyador  |
| Millor Coactuació femenina | Eileen Yáñez                                                                        | Guanyadora |
| Millor fotografia          | Luis David Sansans Arnanz                                                           | Guanyador  |
| Millor edició              | José Salcedo, Everardo Gout i Hervé Schneid                                         | Guanyadora |
| Millor disseny artístic    | Bernardo Trujillo                                                                   | Guanyador  |
| Millors banda sonora       | Atticuss Ross, Shigeru Umebayashi, Nick Cave i Warren Ellis                         | Guanyador  |
| Millor so                  | Vincent Arnardi, Julién Pérez, Enrique Greiner, Frédéric Le Louet i Fernando Cámara | Guanyador  |
| Millor opera prima         | Everardo Gout                                                                       | Guanyador  |